# Bessa harveyi
Bessa harveyi är en tvåvingeart som först beskrevs av Townsend 1892.  Bessa harveyi ingår i släktet Bessa och familjen parasitflugor. Inga underarter finns listade i Catalogue of Life.